# John Bardon
John Bardon (Brentford, 25 augustus 1939 – Romford, 12 september 2014) was een Brits acteur.
Bardon werd geboren als John Michael Jones, "Bardon" was de achternaam van zijn grootmoeder. Hij begon zijn acteercarrière bij een amateurgezelschap en werd in 1970 professioneel acteur. Bardon werd vooral bekend door zijn vaste rol als de patriarch van de familie Branning in de BBC-soapserie EastEnders, die hij vijftien jaar lang speelde van 1996 tot 2011. Daarvoor speelde hij eenmalige gastrollen in tal van andere televisieseries, waaronder Dad's Army, Are You Being Served?, The Sweeney, Hi-de-Hi!, Only Fools and Horses, Agatha Christie's Poirot, Casualty en Coronation Street.
Naast zijn televisiewerk was hij ook te zien de Britse films Friend or Foe (1982), Clockwise (1986), Fierce Creatures (1997) en East Is East (1999).
Hij ontving in 1988 de Laurence Olivier Award voor "Beste acteur in een musical" voor zijn rol van gangster in de musical Kiss Me, Kate.
In juni 2002 trouwde Bardon met Enda Gates. Hij overleed in 2014 aan een derde beroerte.